# سوتا کاساهارا
سوتا کاساهارا (انگلیسی: Sota Kasahara؛ زادهٔ ۹ مهٔ ۱۹۷۶) بازیکن فوتبال اهل ژاپن است.